# Robert de Metz (évêque)
Pour les articles homonymes, voir Robert de Metz.
Robert ou Ruodbert ou Rupert a été évêque de Metz de 883 à 916.
Moine bénédictin à l’abbaye de Saint-Gall il a été un ancien condisciple et peut être élève de Notker le Bègue. Celui-ci lui adressera quatre hymnes dédiées à Saint-Étienne. On a de lui neuf lettre du temps où il était à Saint-Gall, il y indique être enseignant dans l'école de l'abbaye.
Il a été ordonné le 22 avril 883 par Ratbod de Trèves. Il a reçu le titre d’Archeveque.
Il fait réparer les édifices détruits par les invasions normandes qui ont marqué l’épiscopat de Wala son prédécesseur.
On a de lui une correspondance avec le pape Étienne V sur la possibilité de promotion d'un clerc nommé Flavien, qui avait perdu un doigt à la guerre. Cette nomination s'avérera conforme au droit canon, la mutilation étant peu importante et causée par un tiers.
Il a formé Étienne de Liège qui devient son chanoine vers 888 ; celui-ci lui dédiera son Liber capitularis, un recueil de textes liturgiques. Il tient un concile à Metz le 1er mai 888.
En 895 il assiste au concile germanique de Tribur.
Il est abbé de Gorze de 910 à 912, puis fait nommer à ce poste Wigéric qui lui succèdera également à la tête de l'évêché en 917.
Il pourrait être l'auteur d'une vie de Saint Théodore.
Il est mort le 2 janvier 916.